# Хлеб (филм)
„Хлеб“ је југословенски ТВ филм из 1973. године. Режирао га је Екрем Круезију, а сценарио је писао Азем Шкрели.

## Улоге
| Глумац         | Улога |
| -------------- | ----- |
| Фарук Беголи   |       |
| Истреф Беголи  |       |
| Арианит Чела   |       |
| Милутин Јаснић |       |
| Милот Круезију |       |
| Снежана Никшић |       |
| Шани Паласка   |       |
| Јосиф Татић    |       |
| Душица Жегарац |       |